# Leheceni, Bihor
Leheceni este un sat în comuna Cărpinet din județul Bihor, Crișana, România.

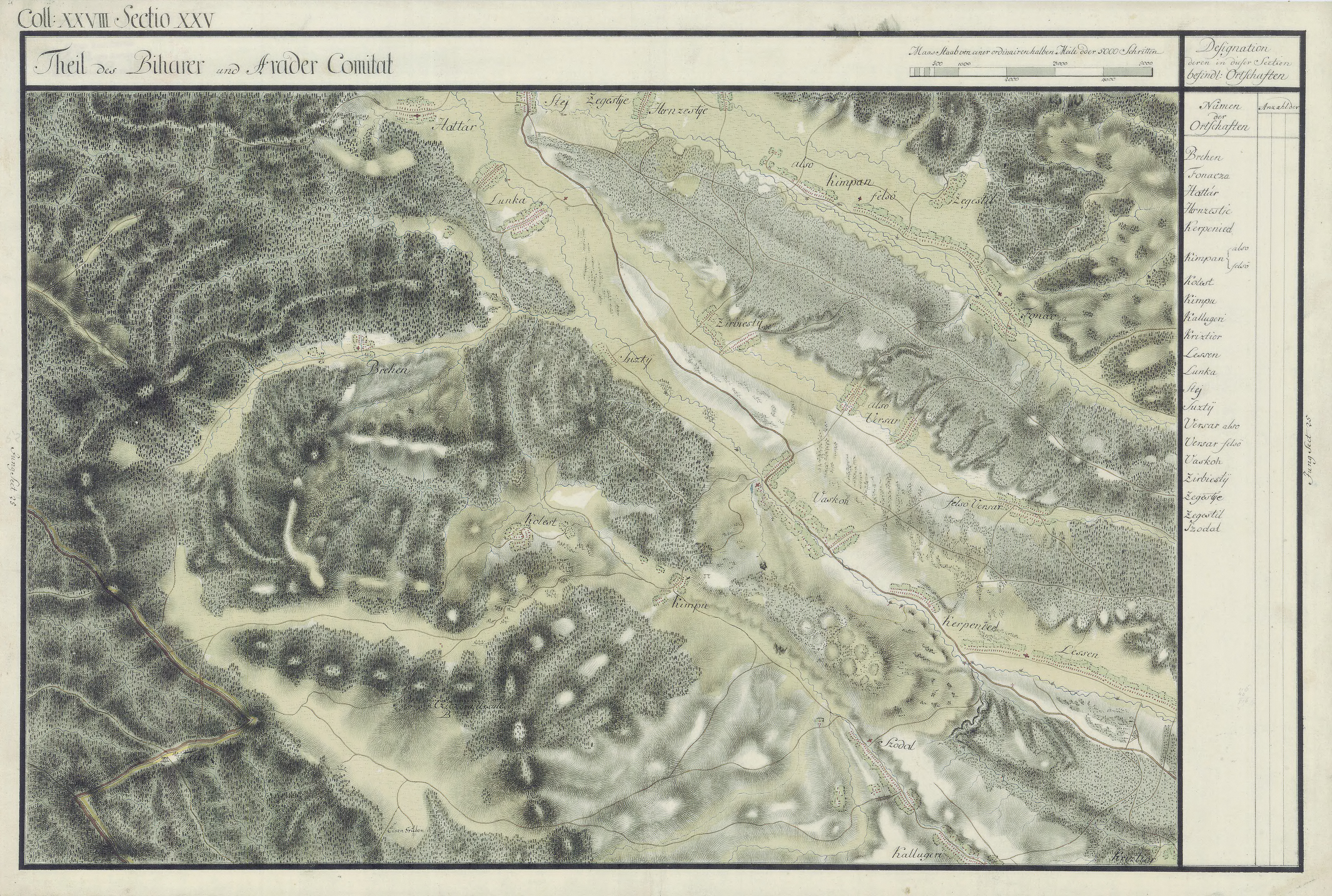
Leheceni în Harta Iozefină a Comitatului Bihor, 1782-85

## Economie

### Activităti meșteșugărești - Olăritul
Sătenii din Leheceni, prin tradiție, alături de activitățile agricole și creșterea animalelor, sunt specializați în olărit, în special a vaselor  din ceramică roșii, nesmălțuite. Deoarece activitatea de olărit nu era o activitate permanentă, sătenii au păstrat  tehnologii și tehnice arhaice de confecționare a vaselor ceramice. Lutul din care erau confecționate  era recoltat de la adâncime,  depozitat o perioadă îndelungată sub cerul liber, iar apoi era  bătut cu un mai  și tăiat manual în felii subțiri pentru a fi curățat de impurități. Procesul tehnologic era urmat de frământare manuală, iar ulterior modelat pe roată  și uscat  pe rafturi la umbră. Vasele uscate erau ornamnetate și clădite într-un cuptor tronconic, care asigura arderea argilei timp de circa 10 - 12 ore, după care vasul, rezistent și ornamentat, era valorificat la târguri. La Muzeul Etnografic al Transilvaniei din Cluj-Napoca se află Casa Olarului din Lehecceni, construită din bârne groase de stejar și care adăpostește sculele și utilajele specifice olăritului din sat, inclusiv Roata olarului și Cuptorul de uscat.

## Galerie de imagini

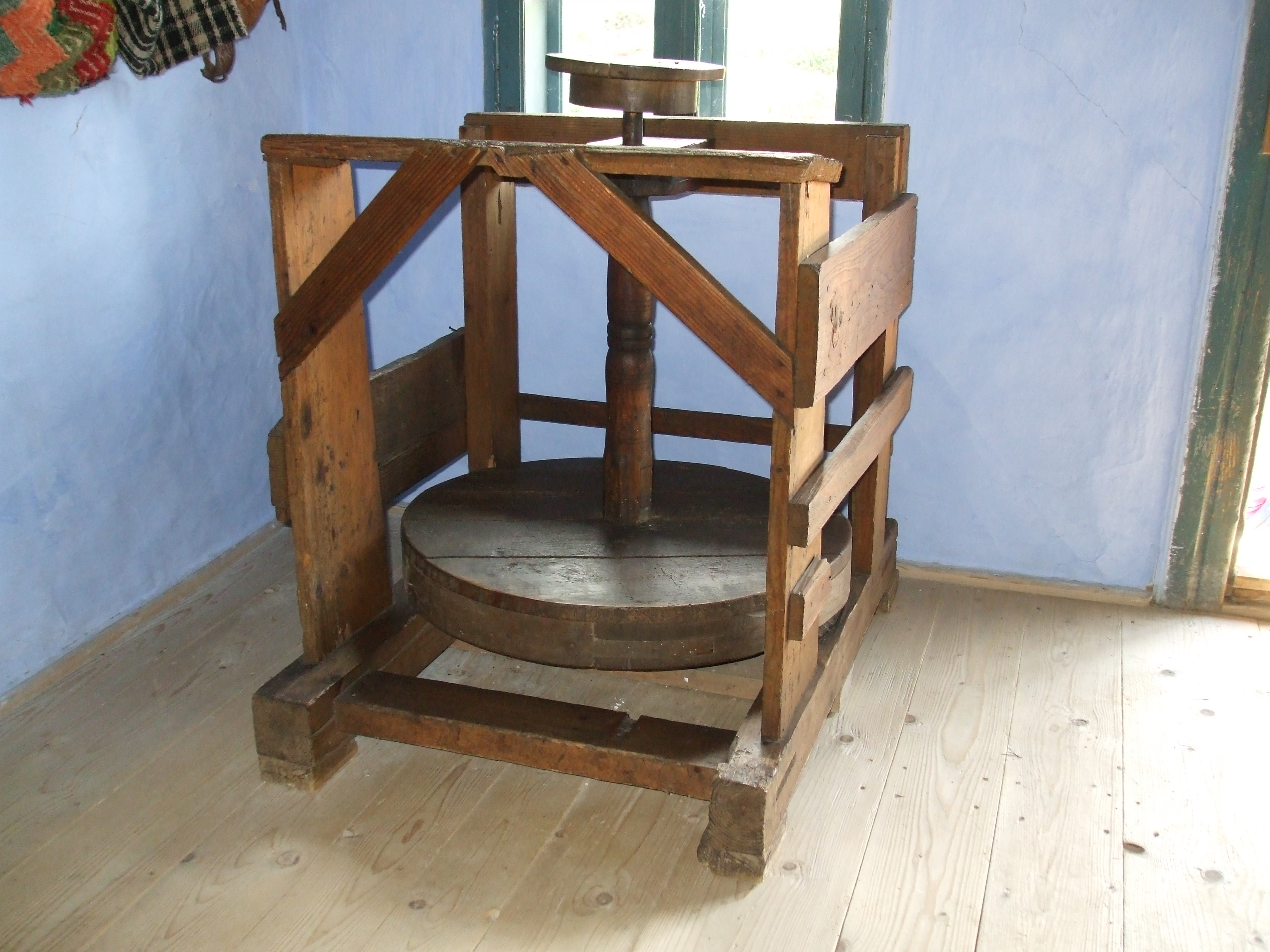
Roata olarului din Leheceni , Bihor. http://www.leheceni.ilive.ro%5Bnefuncțională%5D
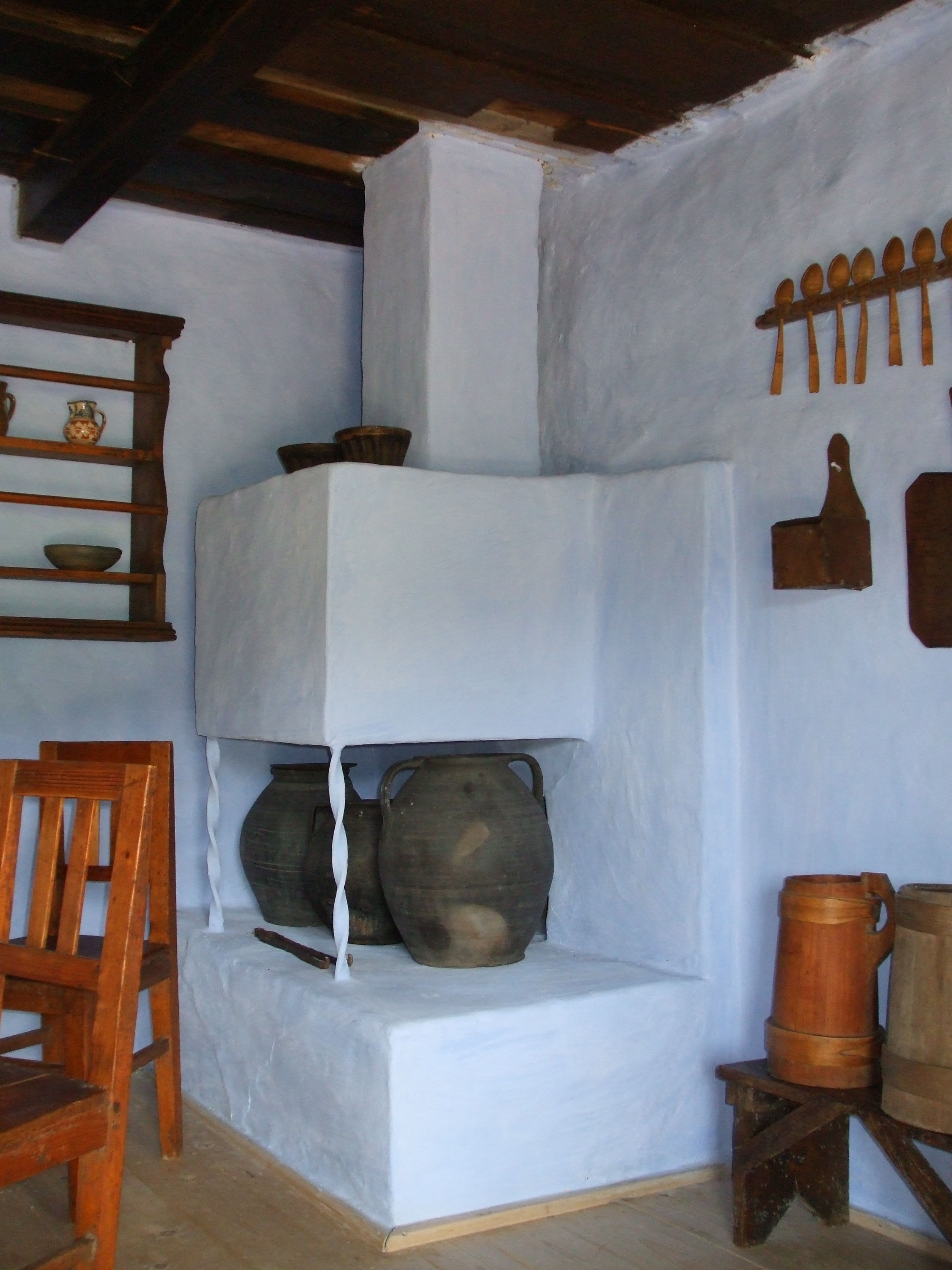
Leheceni-Cuptorul tronconic de ars vasele din argila, nesmaltuițe http://www.leheceni.ilive.ro%5Bnefuncțională%5D